# Індія-Мару
Індія-Мару — транспортне судно, яке під час Другої світової війни брало участь у операціях японських збройних сил на Тихому океані.
Судно спорудили як вантажне в 1919 році на верфі Kawasaki Dockyard у Кобе для компанії Kawasaki Kisen, що використовувала його на лініях до Європи (з маршрутом через Суецький канал) та Африки.
У вересні 1941-го «Індія-Мару» реквізували для потреб Імперської армії Японії. 13 грудня судно у складі коновою вийшло з порту Камрань (центральна частина східного узбережжя В'єтнаму) та 16 грудня дісталось Кота-Бару на узбережжі Малаї, де почало вивантажувати війська (на той час цей район уже понад тиждень як захопили японці). 20 грудня «Індія-Мару» полишило Кота-Бару.
1 квітня 1942-го судно прибуло до затоки Лінгайєн (західне узбережжя Лусона), де збирались сили для висадки на центральних островах Філіппінського архіпелагу. 5 квітня призначений для цього конвой вийшов у море та 10 квітня здійснив висадку біля міста Себу, при цьому «Індія-Мару» входило до групи, що десантувала війська на західне узбережжя острова Себу. 26 квітня конвой вийшов з Себу та 29 квітня здійснив висадку в Котабато на південному узбережжі острова Мінданао.
У червні 1942-го «Індія-Мару» повернули власнику, проте в грудні того ж року знову реквізували. 14—31 грудня судно пройшло з японського порту Саєкі до Рабаула (головна передова база в архіпелазі Бісмарка, з якої провадились японські операції на Соломонових островах та сході Нової Гвінеї) в конвої «M» операції «Військові перевезення № 8». 16—22 січня 1943-го «Індія-Мару» пройшло з конвоєм із Рабаула до Палау (великий логістичний хаб на заході Каролінських островів).
6 квітня 1943-го судно вийшло з Палау у складі конвою «Ханза № 2B», що прямував на Нову Гвінею. Конвой відвідав затоку Ханза, а 13 квітня полишив це місце і наступної доби розділився — один загін рушив назад на Палау, тоді як «Індія-Мару» та ще кілька кораблів попрямували до Веваку (головний японський гарнізон на північному узбережжі Нової Гвінеї за півтори сотні кілометрів на північний захід від Ханзи). 15 квітня, коли «Індія-Мару» вже полишало район Веваку, судно атакували й потопили американські бомбардувальники В-17 поблизу острова Каіріру. Загинуло 10 членів екіпажу.